# Atrophacanthus japonicus
Atrophacanthus japonicus és una espècie de peix de la família dels triacantòdids i de l'ordre dels tetraodontiformes.

## Morfologia
- Els mascles poden assolir 4,4 cm de longitud total.[5][6]

## Depredadors
És depredat per la tonyina d'aleta groga (Thunnus albacares) i la tonyina d'ulls grossos (Thunnus obesus).

## Hàbitat
És un peix marí i d'aigües profundes que viu entre 300-2.000 m de fondària.

## Distribució geogràfica
Es troba al Japó, les Filipines, el Mar de Cèlebes, Tanzània i, probablement també, Sud-àfrica.

## Observacions
És inofensiu per als humans.